# Stefano Gatti-Casazza
Stefano Giuseppe Marco Francesco Gatti Gatti-Casazza dopo l'aggiunta del cognome della moglie (Mantova, 24 settembre 1840 – Ferrara, 29 aprile 1918) è stato un imprenditore, militare e politico italiano.

## Biografia
Cresciuto in ambiente filo-asburgico si sottrae alla leva austriaca trasferendosi diciannovenne in Piemonte, dove si aggrega alle truppe garibaldine. Nel 1860 prende parte alla spedizione dei Mille imbarcato sul piroscafo Lombardo, combatte a Calatafimi, a Palermo e nel decisivo scontro sul fiume Volturno. 
Congedatosi col grado di capitano di cavalleria torna ai suoi affari e si dedica alla vita politica a Ferrara, dove si stabilisce dopo l'unità italiana, sposando Ernestina Casazza, dalla quale avrà due figli: Giulio e Giuseppe. Consigliere e presidente del consiglio provinciale, membro della deputazione provinciale, presidente della provincia dal 1896 al 1908, ha presieduto la Banca mutua popolare di Ferrara, è stato deputato per due legislature e senatore a vita dal 1912.